# ناتالی دنینگ
ناتالی دنینگ (انگلیسی: Natalie Denning؛ زاده ۱۹۸۳ (۴۱–۴۲ سال)) یک مانکن زن اهل انگلستان است.